# Giao diện người dùng ngôn ngữ tự nhiên
Giao diện người dùng ngôn ngữ tự nhiên (natural-language user interface, viết tắt LUI hoặc NLUI) là một dạng giao diện người dùng trong đó các hiện tượng ngôn ngữ như động từ, cụm từ và mệnh đề hoạt động như là các điều khiển giao diện người dùng dùng để khởi tạo, lựa chọn và sửa đổi dữ liệu trong các ứng dụng phần mềm.
Trong thiết kế giao diện người dùng, người ta tìm kiếm các giao diện ngôn ngữ tự nhiên vì tốc độ và tính dễ sử dụng, nhưng đa số đều gặp phải những khó khăn đối với hiểu sự đa dạng rộng lớn của mơ hồ ngữ nghĩa (semantic ambiguity). Các giao diện ngôn ngữ tự nhiên là một vùng nghiên cứu tích cực trong lĩnh vực xử lý ngôn ngữ tự nhiên và ngôn ngữ học tính toán. Một giao diện ngôn ngữ tự nhiên có tính tổng quát trực quan là một trong những mục tiêu có hiệu lực của mạng ngữ nghĩa.
Các giao diện văn bản có tính "tự nhiên" ở nhiều mức độ khác nhau. Nhiều ngôn ngữ lập trình chính quy (không tự nhiên) kết hợp các thành ngữ của ngôn ngữ tự nhiên con người. Tương tự, một cơ chế công nghệ máy truy tìm dữ liệu truyền thống có thể mô tả là một giao diện người dùng ngôn ngữ tự nhiên "nông" (shallow).